# Archidiocèse de Strasbourg
982–1803
Entités précédentes :
- Duché de Souabe

Entités suivantes :
- Premier Empire

L'archidiocèse de Strasbourg (en latin : archidioecesis Argentoratensis o Argentinensis) est une église particulière de l'Église catholique en France. Son siège est la cathédrale Notre-Dame de Strasbourg. Érigé au IVe siècle, le diocèse de Strasbourg est un diocèse historique de l'Alsace. À la veille de la Révolution française, il couvrait la Basse-Alsace et l'Ortenau. Depuis 1801, il couvre les deux départements du Bas-Rhin et du Haut-Rhin. Il est d'abord suffragant de l'archidiocèse de Mayence, puis de celui de Besançon. Depuis 1874, il est exempt, et relève immédiatement du Saint-Siège. Élevé au rang d'archidiocèse en 1988, il n'est pas métropolitain.
Depuis le 28 février 2024, Pascal Delannoy est archevêque de Strasbourg.
Il est assisté d'un évêque auxiliaire, Christian Kratz depuis 2001.

## Gouvernance

### Archevêque
- Pascal Delannoy, archevêque depuis 2024

### Évêque auxiliaire
- Christian Kratz, évêque auxiliaire depuis 2001

### Archevêques émérites
- Joseph Doré, archevêque émérite depuis 2007
- Jean-Pierre Grallet, archevêque émérite depuis 2017
- Luc Ravel, archevêque démissionnaire et émérite depuis 2023

### Évêque auxiliaire émérite
- Gilles Reithinger, évêque auxiliaire démissionnaire et émérite depuis 2024

## Histoire et limites géographiques

### Jusqu'auXVIIesiècle
L'évêché de Strasbourg était l'une des principautés du Saint-Empire romain germanique. Au XVIIe siècle, une partie de son territoire se trouva annexé à la France à la suite de la guerre de Trente Ans, cependant d'autres territoires restaient dans l'Empire. Cette distinction permettra à l'évêque, lors de la révolution française, de conserver son titre pour ses domaines germaniques.
Au début du XVIIe siècle, un conflit dit guerre des évêques (1592-1608), opposait catholiques et protestants pour le contrôle de l'évêché. Après la mort du prince-évêque Jean de Manderscheidt, les chanoines protestants élurent pour « administrateur » le petit-fils du prince-électeur de Brandebourg, Jean Georges de Brandebourg. Dans le même temps les catholiques désignaient en 1604 l'évêque de Metz Charles de Lorraine, comme évêque. Il doit conquérir son nouveau diocèse. Le conflit est tranché une première fois par la diète en 1593 puis à nouveau une seconde fois par le traité de Haguenau, le 22 novembre 1604, au profit du Lorrain.
L'évolution du diocèse de Strasbourg depuis a été encore de nouvelles fois largement marquée par l'histoire de l'Alsace, ainsi depuis 1648, on a observé :

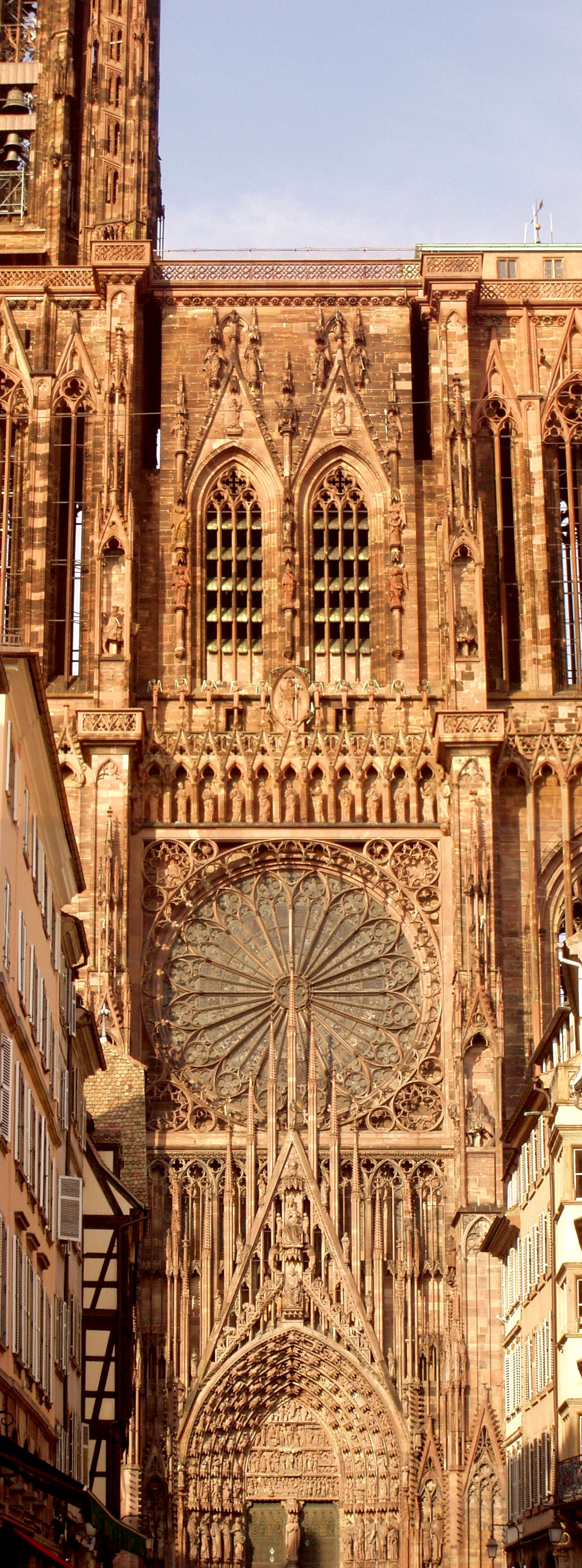
Cathédrale Notre-Dame de Strasbourg, siège de l'archevêché de Strasbourg.

- 1648 : Traités de Westphalie : Une partie de l'Alsace devient française.
- 1681 : Strasbourg, jusqu'alors ville libre impériale germanique, est annexée par Louis XIV de France

### AuXVIIIesiècle
Par la constitution civile du clergé du 12 juillet 1790, l'Assemblée nationale constituante maintient le siège épiscopal de Strasbourg pour le diocèse du département du Bas-Rhin et crée celui de Colmar pour le diocèse du département du Haut-Rhin. Bien que sanctionnée par Louis XVI le 24 août suivant, la constitution civile du clergé n'est pas reconnue par le Saint-Siège.
Le 6 mars 1791, François-Antoine Brendel est élu évêque constitutionnel du Bas-Rhin. Arbogast Martin, élu évêque constitutionnel du Haut-Rhin, est sacré à Paris, par Jean-Baptiste Gobel, le 10 avril 1791, et installé à Colmar le 17 du mois.
Le 5 novembre 1797, le concile national décrète la création, pour le Mont-Terrible, d'un diocèse départemental ayant son siège à Porrentruy et relevant de l'arrondissement métropolitain de l'Est. Mais le décret n'est pas suivi d'effet. La loi du 28 pluviôse an VIII (17 février 1800) supprime le département du Mont-Terrible et incorpore son territoire à celui du Haut-Rhin. Le 4 septembre 1800, le concile métropolitain de Besançon décrète que le diocèse du Haut-Rhin suivra provisoirement celle de ce département.

### AuXIXesiècle
À la suite du concordat de 1801, par la bulle Qui Christi Domini du 29 novembre 1801, le pape Pie VII maintient le diocèse de Strasbourg. Mais, d'une part, il en modifie le territoire : le diocèse couvre désormais les deux départements du Bas-Rhin et du Haut-Rhin. D'autre part, Pie VII le rend suffragant de l'archidiocèse de Besançon.
Par le recès d'Empire du 25 février 1803, les possessions de l'évêque de Strasbourg situées sur la rive droite du Rhin sont sécularisées et cédées au nouvel Électorat de Bade.
Un décret du 5 nivôse an XIII (26 décembre 1804) permet la création de 515 succursales : 232 dans le département du Bas-Rhin et 283 dans celui du Haut-Rhin. Un décret du 30 septembre 1807 porte leur nombre à 644 en permettant la création de 129 succursales supplémentaires : 58 dans le Bas-Rhin et 71 dans le Haut-Rhin.
Le 21 janvier 1808, la ville de Kehl (aujourd'hui, Kehl am Rhein) et ses dépendances sont annexées par la France et incorporées au département du Bas-Rhin. Le 26 avril suivant, elles sont incorporées au diocèse de Strasbourg.
- 1815 : abdication de Napoléon Ier, refonte mineure des frontières contraire au désir des patriotes allemands

Des communes sont cédées à la Bavière.
À la suite de la Guerre franco-allemande de 1870-1871, en vertu du traité de Francfort, la France cède à l'Empire allemand le département du Bas-Rhin, celui du Haut-Rhin, à l'exception de l'actuel Territoire de Belfort, ainsi que deux cantons du département des Vosges : le canton de Saales et celui de Schirmeck, à l'exception de la commune de Raon-sur-Plaine.
Par le décret Rem in ecclesiastica du 14 juin 1874, la Sacrée Congrégation consistoriale rend le diocèse sujet immédiat du Saint-Siège. Puis, par le décret Propter modernas du 10 juillet suivant, elle en modifie le territoire afin que celui-ci corresponde aux deux districts de Basse-Alsace et de Haute-Alsace.

### AuXXesiècle
À la suite de la Première Guerre mondiale, par le traité de Versailles du 28 juin 1919, l'Alsace redevient française.
- 1940-1944 : malgré l'armistice du 22 juin 1940 qui disposait que les territoires occupés (dont l'Alsace) par l'Allemagne resteraient sous souveraineté française, l'Alsace fut annexée.
- 1945 : l'Alsace redevient française après sa libération par les Alliés, dont l'armée « De Lattre » (qui a contribué à libérer Colmar) et la division Leclerc (qui a contribué à libérer Strasbourg).

On peut cependant définir trois grandes périodes concernant le Diocèse d'Alsace :
- Avant la Révolution française : le territoire de l'Alsace relevait de deux sièges épiscopaux :

- "Basse-Alsace" dépendant de Strasbourg
- "Haute-Alsace" dépendant de Bâle

- Sous la Révolution française, 1790-1801 : deux diocèses constitutionnels :

- diocèse constitutionnel du Haut-Rhin, siège à Colmar
- diocèse constitutionnel du Bas-Rhin, siège à Strasbourg

- Depuis le Concordat de 1801 et la bulle Qui Christi Domini :

- l'Alsace entière est sous l'autorité du diocèse de Strasbourg

Par la constitution apostolique Antiquissima ipsa du 1er juin 1988, le pape Jean-Paul II élève le diocèse au rang d'archidiocèse.

### AuXXIesiècle
À partir du 28 septembre 2015, le diocèse lance la web radio RCF Alsace. L'Alsace rejoint par la même occasion le réseau RCF qui regroupe environ 60 diocèses en France.

## Abus sexuels
En 2001, le prêtre Jean-Luc Heckner est condamné à 16 ans de prison pour viols et agressions sexuelles sur sept jeunes garçons, âgés de 11 à 14 ans, de 1992 à 1998.

## Cathédrale et basiliques mineures
La cathédrale Notre-Dame de Strasbourg, dédiée à Marie, est l'église cathédrale de l'archidiocèse.
Celui-ci compte quatre basiliques mineures :
- la basilique du Sacré-Cœur de Lutterbach, dédiée au Sacré-Cœur ;
- la basilique Notre-Dame de Marienthal, à Haguenau ;
- la basilique Notre-Dame de Thierenbach, à Jungholtz ;
- la basilique Notre-Dame-de-l'Assomption du mont Sainte-Odile, à Ottrott, dédiée à l'Assomption de Marie.

## Personnages emblématiques
- Sainte Odile (662-720), patronne de l'Alsace
- Saint Materne (fin du IIIe siècle - début du IVe siècle), apôtre d'Alsace
- Saint Morand (vers 1075-1115), apôtre du Sundgau
- Saint Arbogast, patron du diocèse de Strasbourg
- Herrade de Landsberg (1128-1195), abbesse et écrivain
- Saint Léon IX (1002-1054), pape, fils des seigneurs d’Eguisheim
- Jean Geiler de Kaysersberg (1445-1510)
- Armand Gaston Maximilien de Rohan (1674-1749), prince-évêque de Strasbourg (1704-1749) et cardinal, Grand aumônier de France
- Armand de Rohan-Soubise (1717-1756), prince-évêque de Strasbourg (1749-1756) et cardinal
- Louis Constantin de Rohan (1697-1779), prince-évêque de Strasbourg (1756-1779) et cardinal
- Louis René Édouard de Rohan (1734-1803), prince-évêque de Strasbourg (1779-1801) et cardinal, Grand aumônier de France, protagoniste de l'Affaire du collier de la reine à Versailles en 1785

## Les évêques et archevêques de Strasbourg depuis 1919
L'évêque de Strasbourg, comme celui de Metz, est nommé par le gouvernement de la République française, et il reçoit les provisions canoniques de la part du Saint Siège.
| Évêques de Strasbourg depuis 1919 | Évêques de Strasbourg depuis 1919 |
| --------------------------------- | --------------------------------- |
| Pascal Delannoy                   | depuis 2024                       |
| Luc Ravel                         | 2017 - 2023                       |
| Jean-Pierre Grallet               | 2007 - 2017                       |
| Joseph Doré                       | 1997 - 2007                       |
| Charles-Amarin Brand              | 1984 - 1997                       |
| Léon-Arthur Elchinger             | 1967 - 1984                       |
| Jean-Julien Weber                 | 1945 - 1966                       |
| Charles Ruch                      | 1919 - 1945                       |

## Évêques en activité originaires de l’archidiocèse de Strasbourg
- Roland Minnerath, archevêque émérite de Dijon
- Christian Kratz, évêque auxiliaire de Strasbourg et évêque titulaire de Themisonium
- Gilles Reithinger, évêque auxiliaire émérite de Strasbourg et évêque titulaire de Saint-Papoul
- Vincent Dollmann, archevêque de Cambrai
- Olivier Schmitthaeusler, vicaire apostolique de Phnom-Penh (Cambodge) et évêque titulaire de Catabum Castra (de)
- Vincent Jordy, archevêque de Tours
- Jean-Marie Speich, nonce apostolique au Ghana (en), puis en Slovénie et au Kosovo (en) et enfin aux Pays-Bas (en) et archevêque titulaire de Sulci (de)
- Lucien Fischer, vicaire apostolique émérite des îles Saint-Pierre-et-Miquelon et évêque titulaire d'Avioccala
- Pierre-Marie Gaschy, vicaire apostolique émérite des îles Saint-Pierre-et-Miquelon et évêque titulaire d'Usinaza

## Nombre de paroisses
On distingue 14 zones pastorales dépendant de Strasbourg :
| - 1. Wissembourg - 2. Haguenau - 3. Saverne - 4. Strasbourg-Campagne - 5. Strasbourg-Ville - 6. Molsheim-Bruche - 7. Sélestat | - 8. Colmar-Plaine - 9. Vignobles-Vallées - 10. Mines-Guebwiller - 11. Mulhouse - 12. Thur-Doller - 13. Sundgau - 14. Saint-Louis |